# Adolfo Caminha
Adolfo Ferreira Caminha (Aracati, 29 de mayo de 1867 - Río de Janeiro, 1 de enero de 1897) fue un escritor brasileño, uno de los principales autores del naturalismo en Brasil.
Se mudó con su familia a Río de Janeiro durante la infancia. En 1883, Caminha ingresó en la Marina de Guerra, llegando al puesto de segundo-teniente. Cinco años más tarde, fue transferido a Fortaleza (Ceará). Degradado por mantener relaciones con la esposa de un alférez, trabajó como guardiamarina y comenzó a escribir. En 1893, Caminha publicó A Normalista, novela en la que traza un cuadro pesimista de la vida urbana. Viajó a Estados Unidos y, de las observaciones del viaje, escribió No País dos lanques (En el país de los yankees) (1894). Al año siguiente provoca un nuevo escándalo, y escribe Bom Crioulo, abordando la cuestión de la homosexualidad. Colabora también con la prensa carioca, en periódicos como Gazeta de Notícias y el Jornal do Commercio. Ya tuberculoso, publicó su última novela, Tentação, en 1896. Murió prematuramente con 29 años. Su obra densa, trágica y poco apreciada en la época, es reconocida por su audacia y falta de prejuicios.